# 李承光
李承光（?—756年），唐朝武将。
安史之亂爆發前，李承光守潼關，官爵为开府仪同三司兼太常卿，长期担任河西兵马使。封常清被斬之後由李承光暫領。唐玄宗命哥舒翰代替高仙芝守潼關（今陝西潼關東北）。哥舒翰前往潼關，風疾愈來愈嚴重，不復躬親，政事悉委行軍田丘良，陣中大將王思禮主管騎兵，李承光主管步兵，王思禮、李承光二人爭執不和，軍令不一。
天宝十五年（756年）六月，唐军灵宝战败、潼關失守後，哥舒翰被俘。李承光與王思禮逃回。時唐肅宗就位於靈武，李承光至肃宗所在，特加天下兵马副元帅，改名匡国。肃宗指責李承光等人不能嚴守崗位，皆處以極刑。這時房琯出面為王思禮等脫罪，朝廷僅斬殺李承光一人，赦王思禮、呂崇賁。不久，又予以昭雪宣恩，官给优葬。李承光的孀妻逝世后，曾经的下属于邵为他的子女上書請求合葬。